# Taractrocera aliena
Taractrocera aliena är en fjärilsart som beskrevs av Carl Plötz 1883. Taractrocera aliena ingår i släktet Taractrocera och familjen tjockhuvuden. Inga underarter finns listade i Catalogue of Life.